# 오귀스트 콩트
이지도르 마리 오귀스트 프랑수아 그자비에 콩트(프랑스어: Isidore Marie Auguste François Xavier Comte, 1798년 1월 19일 ~ 1857년 9월 5일)는 프랑스의 철학자, 사회학자이다. 실증주의적이고 경험주의적인 사회학의 창시자이다. '실증주의 철학'과 '사회학'이라는 용어를 명명하였다.
19세기 전반에 유럽을 뒤덮은 사회적, 사상적 혼란 상태를 종식시키기 위한 방안으로 "실증주의의 정신 위에 사회학을 정립하자"고 주장했다.

## 개인 삶
오귀스트 콩트는 1798년 프랑스의 몽펠리에에서 태어났다. 그는 프랑스 혁명의 막바지에 태어나 프랑스의 정치적인 급변이 계속되던 혼란의 시기에 살았다. 프랑스는 그가 태어나 죽을 때까지 안정적인 정치체계를 이루지 못했고, 사회적으로 산업화가 이루어지면서 혼란은 더해져 가고 있었다. 콩트는 이러한 시기를 살았으며 따라서 자연스럽게 사회의 안정을 이루고 개선하는 것에 대한 관심을 가지게 되었던 것으로 보인다. 그는 에꼴 폴리테크니크(당시의 엘리트 기술학교)를 그만둔 후 당시의 저명한 연구자이자 사회주의자인 앙리 드 생시몽과 교류하였으며, 그와 함께 연구하기 시작하면서 많은 부분에서 영향을 받았다. 그러나 그는 이론보다는 사회를 개선하려는 실질적인 행동에 더 비중을 두는 생시몽과 갈등하였으며 결국 결별하였다.
콩트는 이후 자신의 저작인 《실증철학강의》를 집필하는 데 주력하고 ‘사회학’의 원리들을 창안하였다. 그러나 그의 노력은 그다지 크게 인정받지 못하였다. 그가 의도한 모든 과학의 통합은 지나치게 큰 야망으로 생각되었고 따라서 많은 비판과 비난을 받아야 했다. 결국 학계에서 고립된 콩트는 자신의 후기저작인 《실증정치체계》에서 과학보다는 종교적인 색채의 주장을 하기 시작한다. 그는 ‘인류교’를 만들고 스스로 사제가 되었다. 즉, 종교의 대체물로서 실증주의를 주장한 것이다. 이러한 그의 행동은 이전과 매우 대비되는데, 왜냐하면 그가 생시몽 유사 종교적 속성을 비난하였으며 그러한 이유로 생시몽과 결별했었기 때문이다. 그는 자신의 학문 내에서도 모순으로 가득 찬 모습을 보였으나 그가 사회학을 창시하고 후대의 많은 사상가들에게 영향을 주었다는 것에는 큰 이견이 없다.

## 실증철학 강의
콩트의 대표적 저서인 실증철학 강의를 중심으로 본 그의 사상은 다음과 같다.
콩트는 생시몽과 결별한 후 자신의 대표저작인 《실증철학강의》를 집필한다. 『실증철학강의』는 콩트 사회학의 정수로 그의 사회학을 이해하는 데 매우 중요한 저작이다. 콩트는 이 저작에서 사회학적 이론의 원칙, 실증주의적 연구에 대한 방법론, 사회 진보의 단계와 법칙, 사회학적인 연구 대상들에 대해 말하고 있다.

### 사회학의 기본 전제
1) 사회물리학 : 자연현상에 일정한 법칙이 있는 것처럼 사회에도 그런 법칙이 있음
2) 사회조직에 대한 연구 : 사회는 어느 한 부분만 따로 떨어져 있는 것이 아니라 서로 연관되어 있는 유기적 전체

### 사회학 이론에 관하여
콩트는 당시 아이작 뉴턴에 의해 일어난 과학혁명에 깊은 영향을 받았으며, 따라서 그는 뉴턴(만유인력의 법칙)과 마찬가지로 사회학이라는 학문을 자연법칙에 종속된 하나의 과학으로 정립시키려 했다. 그는 관찰에 기초하여 사회를 연구하고, 그 사회를 지배하는 근본적이고, 기초적인, 법칙들을 발견하는 것을 사회학적 이론의 전개(관찰을 통해 사회적 세계를 지배하는 법칙을 밝히는 것)라고 생각했다. 그의 이러한 생각은 현대의 사회학 방법론과는 동 떨어진 것으로, 그는 단순히 사회학적 사실들에 대한 인과적인 연구를 원한 것이 아니라, 그 인과 관계들을 통해서 사회의 궁극적인 속성을 이해하려는 의도를 가지고 있었기 때문이다.
콩트는 관찰에 기초하여 사회학적인 원리와 법칙을 발견하려 하였고 이것을 실증주의라고 불렀다. 실증주의라는 단어는 현대에 와서 경험주의로 오독되는 경우가 많은데 콩트의 실증주의는 이것과는 전혀 다른 것이다. 그는 단순히 현상을 관찰하는 데 그치는 조야한 경험주의를 비판하면서 “모든 이론이 관찰된 사실에 기초해야 한다면, 모든 현상도 이론에 기초해야 한다.”라고 주장하였다. 그는 자신이 주창하는 실증주의가 단순히 경험주의에 그치는 것이 아니라, 이론과 법칙의 발견이라는 목적을 염두에 두고 현실을 관찰하는 방법론임을 말하고 있는 것이다.
콩트에게 사회학의 목적은 추상적인 이론적 원칙들을 발전시키는 것이다. 일단 사회학이 이론과학으로서 잘 정립되고 나면 그 법칙들은 사회세계를 개선하는 도구나 수단으로서 사용할 수 있다. 사회의 조직과 변동에 관한 법칙은 다양한 새로운 사회적 제도들을 창출하는 도구로서 사용될 수 있다.

### 연구 방법론(사회학적 방법의 정식화)
콩트는 사회적 법칙, 원리를 발견하려는 사회물리학의 연구 방법으로 체계적인 3개의 방법론(또는 4개)을 제시한다. 이것은 사회현상에 대한 자연과학적인 연구 방법으로 관찰, 실험, 비교 또는 역사적 분석이 있다. 그것들을 하나하나 살펴보면 다음과 같다.
관찰
위에서 말한 바 있듯이 관찰은 단순히 현실의 사회적 사실을 관찰하는 것에 그치지 않는다. 앞서 콩트는 이러한 것을 조야한 경험주의라고 비판했다는 것도 언급했었다. 콩트는 관찰에 대해 “관찰은 현상의 동적법칙과 정적법칙에 종속 된다”라고 주장하였다. 이론적 뒷받침이 없는 경험적 사실들의 관찰은 과학의 발전에서 무용한 것으로 증명 될 것이라고 간단하게 주장한다. 따라서 관찰이란 현실의 사실들 사이에 존재하는 경험적인 법칙관계를 밝혀내는 것까지 포함하는 것이라고 할 수 있다.
실험
콩트는 과학적 방법론인 실험을 사회학적인 방법론으로 채택하였다. 그러나 실험이라는 인위적인 방법은 윤리적, 도덕적인 문제로 인해 사회를 대상으로 하기에는 어려운 것이 사실이다. 콩트 역시 이러한 사실을 인정하였으나, 그는 인위적 실험 대신 자연적 실험이 가능하다고 생각하였다. 콩트는 자연적 실험에 대해 “현상의 규칙적인 과정이 일정한 방식으로 간섭받을 때 언제나 이루어진다.”라고 쓰고 있다. 자연적 실험의 대표적인 예는 생리학의 병리적 현상 관찰처럼 사회적 병리현상의 관찰, 즉 사회적 일탈현상의 관찰을 들 수 있다. 사회물리학자들 역시 병리학적 사례들에 대한 연구를 통해 사회의 정상적 과정에 대한 지식을 얻을 수 있다.
비교와 역사적 분석
콩트가 마지막으로 제시하는 방법은 비교와 역사적 분석이다. 비교란 간단히 말해서 사회들의 비교를 통해 법칙을 발견하는 것이다. 역시나 생물학적인 방법을 차용한 것으로 콩트는 다양한 형태를 가진 사회형태들의 비교를 통해 각 사회들의 작동원리와 근본적인 속성들을 파악할 수 있다고 믿었다. 역사적 분석이란 사실, 비교의 방법 중 하나로(현재와 과거에 대한 비교), 시공간적 측면에서 사회를 비교하는 것이며, 그의 역사적 ‘삼단계 법칙’과 관련하여 중요성을 띤다.

### 사회학의 구조
콩트의 사회학은 여러 가지 과학 중에서도 특히 생물학의 영향을 많이 받은 것으로 보인다. 그는 유기체에 대한 생물학적인 연구가 사회에까지 확대되어야 한다고 생각했다. 따라서 사회학은 근본적으로 유기체적인 사회조직에 관한 연구로서, 사회조직이라는 이 연구대상은 유기체가 나뉠 수 없는 것처럼 결코 나뉠 수 없는 것이고 부분에 대한 연구는 전체의 맥락에서만 가능한 것이었다. 콩트는 사회를 하나의 유기체적 전체라고 생각하였으며 이를 통해 자신의 사회학적 구조를 세웠다. 그는 “사회물리학에서 질서의 개념과 진보의 개념은 생물학의 조직 개념과 생명 개념처럼 분리될 수 없으며 그 개념들은 실로 과학적 견지에서 생물학으로부터 파생되었다.”고 말함으로써 사회를 유기체로 보는 자신의 사회관과 자신의 사회학적 연구 대상들이 무엇인가를 밝히고 있다.
사회정학
앞서 말한 사회물리학의 두 개 개념들 중 질서에 속하는 것이 바로 사회정학이다. 사회정학은 사회를 구성하는 요소들 간의 관계, 그들 간의 질서에 대한 법칙을 연구하려는 것이었다. 그는 사회정학에 관해 다음과 같이 말한다. “사회의 전제조건에 관한 연구로 질서에 대한 관심이며 따라서 ‘인간의 존재조건’간의 조화에 관한이론이다.”
그는 사회의 ‘진정한’ 구성요소를 개인이 아닌 가족으로 보았다. 그가 개인이 아닌 가족을 사회의 기본 구성단위로 본 것은 가족이 ‘사회유기체의 다양한 특성들의 진정한 근원’이라고 생각했기 때문이다. 그는 가족이 개인이 가지는 이기심을 중화시키고 사회로 통합될 수 있도록 도운다고 보았다. 따라서 개인은 절대 사회학적인 측면에서 기본적인 구성단위가 될 수 없는 것이다.
그러나 콩트의 사회정학에서 중요한 점은 사회의 통합과 질서에 관련된 법칙, 조건에 관한 것이다. 그는 사회의 하부구조들이 단순한 상태에서 좀 더 정교해지는 방향으로 나아가며 이것이 발전이라고 생각했지만 한편으로 이러한 경향은 사회기능의 분리를 가져오고 사회적 통합을 이루는 ‘총합적, 일반적 정신을 소멸, 제한 한다’고 생각하였다. 그러나 그는 또한 사회가 발전할수록 사회의 각 기관들은 점점 더 전문화, 분화되지만, 동시에 유기체와 마찬가지로 통합을 유지 할 것으로 생각했다. 어째서 그러한가? 콩트의 설명을 살펴보자. 그는 사회적 기능의 분화가 불러오는 전문화가 오히려 사회구조들 간의 상호의존을 심화시킨다고 보았다. 분업의 예를 살펴보자, 분업을 통해 물건을 생산하는 경우 각 노동은 분리되고 전문화된다. 이러한 기능분리는 각 분업참가자들 간의 이질성을 강화시키지만 동시에 의존성을 심화시킨다. 각 노동이 합쳐지지 않는 이상 개별노동은 아무런 쓸모가 없기 때문이다. 이러한 예는 사회 전체에도 적용될 수 있을 것이다.
한편으로 콩트는 통합을 이루는 다른 두 가지에도 주목했다. 하나는 각 부분 간의 교환과 통합을 유도하는 지배력과 권위의 집중이고 다른 하나는 구성원간의 보편적 합의였다. 그는 사회 성원들 간에 언어와 종교 같은 공통된 지적관념과 도덕성이 존재함으로써 통합을 이루는 기초가 될 것이라고 생각했다. 그는 이것들이 사회분화 현상을 상쇄시키는 또 다른 요인으로 보았다. 후에 논의하게 되겠지만 그는 사회를 지배하는 역사적 지식체계를 세 가지로 구분했으며 그중에서도 자신의 실증주의를 새로운 시대의 새로운 질서를 위한 지식체계라고 보았다. 1) 체계의 각 부분들의 상호의존성 2) 부분들간의 교환을 조정하는 권위의 집중화 3) 성원들 사이의 공통의 도덕성
사회동학
두 번째 연구대상은 진보의 개념에 관한 것으로 콩트는 이를 사회동학이라고 불렀다. 사회동학은 계승의 법칙을 찾아내는 것이라고 요약할 수 있다. 계승의 법칙이란 인간문명의 주요 변동이 잇달아 일어나는 추상적 질서를 뜻한다. 콩트는 이러한 계승의 법칙을 발견하려는 노력을 통해 자신의 3단계 지식, 사고 체계에 상응하는 사회발전의 3단계 법칙(신학적`군사적- 형이상학적`법적- 실증적 단계로 이어지는)을 정립했다.
이러한 삼단계법칙에는 몇 가지 유의해서 볼 점들이 있다. 첫 번째, 각 단계는 진화적이다. 즉, 각 단계의 사회가 다음 단계로 넘어가기 위해서는 각 단계의 조건들이 성숙해야 함을 말하는 것으로, 변화가 갑자기 일어나거나 단계를 뛰어넘는 것은 불가능하다. 두 번째, 각 단계로 넘어가는 중간의 단계에는 전단계의 요소들과 다음단계의 요소들이 서로 갈등하면서 혼란을 일으킨다. 콩트는 발전의 과정을 순탄한 것으로 보지 않았으며 중간단계에서 혼란이 있을 수 있음을 인정하였다. 특히 그는 자신이 살던 시기를 이러한 혼란의 시기로 인식한 듯 보이며 자신이 주창한 사회물리학의 임무가 바로 이런 혼란의 시기를 극복하는 것이라고 믿었다.
1) 신학적 단계 : 인간의 힘이 아닌 초자연력에 의지하는 단계, 모든 현상은 신에 의한 것이라고 생각함.
2) 형이상학적 단계 : 여러 현상은 본질이나 본성이라는 추상적인 개념에 의해 설명된다고 믿는 단계, 사물에는 그 속에 담긴 어떤 본질이 있고 그것을 밝히는 연구를 통해 지적 발전이 이루어지는 단계
3) 실증적 단계 : 진정으로 참다운 지식의 단계, 현상을 관찰하고 가설을 세우고 그에 따라 실험을 하는 과정을 통해 가설을 검증하는 방법
그렇다면 진보의 계기는 무엇인가? 콩트는 기본적으로 사회 진보의 계기를 가장 먼저 지식의 진보에서 찾는다. 그는 사회동학의 확립에 튀르고의 영향을 받았지만 그와는 달리 경제력보다는 지식의 진보가 사회진보의 가장 중요한 계기라고 말함으로써 튀르고와는 차이를 보인다. (그는 자신이 설정한 지식진보의 삼단계에 따라서 사회진보의 삼단계법칙을 만들었다.) 그러나 다행스럽게도 콩트는 단순히 지식의 진보만이 모든 진보의 계기라고 생각하지는 않았다. 그가 중요하게 여긴 또 다른 계기는 바로 인구이다. 당시에 인구에 대한 일반적인 인식은 멜서스 식의 인식이었다. 즉, '인구의 증가가 인류의 불행을 불러올 것'이라는 인식으로, 이것은 인구의 증가를 부정적으로 바라보게 만들었다. 그러나 콩트는 반대로 인구의 증가가 진보의 원인이라고 생각했다. 물론 그도 인구의 증가가 분명히 자원의 부족을 초래할 것이라고 생각했다. 그러나 그는 자원의 부족이 인류에게 위기로 다가오기보다는 인간에게 ‘필요’를 발생시킴으로써 진보의 계기가 될 것이라고 생각했다. 그는 앞서 말한 지식의 진보와 함께 사회내부적인 해결책인 생산성의 발달(산업화로 인한 분업의 확대가 대표적인 예다.)을 이룸으로써 인구증가로 인한 자원부족의 문제를 해결하고 사회적인 진보를 이룰 수 있다고 보았던 것이다.

### 지식 진보의 단계와 과학의 위계
콩트는 지식의 삼단계법칙, 과학의 위계론을 『실증철학강의』에서 주장하고 있다. 이것은 그가 창안한 ‘사회물리학’의 지지기반을 확보하는 수단이었다. 그는 신학적, 형이상학적, 실증적 단계로 인간의 지식이 진보한다고 주장했다. 이러한 단계는 사회의 진보 단계처럼 진화적으로 진행된다. 즉, 각 단계는 뛰어넘을 수 없고, 각 단계는 다음 단계의 조건을 생성시킨다는 것이다. 콩트에 따르면 사회학은 바로 마지막 단계인 실증적 단계의 최고 정점에 선 학문이다. 왜 그런 것 일까? 콩트는 과학의 위계론을 통해 사회학의 성격과 위치를 규정짓는다. 그는 과학에는 위계가 있으며 총체적인 성격의 과학은 하부과학의 발전을 통해 발전한다고 말한다. 콩트의 말에 따르면 천문학이 가장 먼저 마지막 단계인 실증적 단계에 도달하고 물리학, 화학 등이 뒤를 이으며 이어서 유기체에 관한 학문인 생물학이나 생리학이 실증적 단계에 도달하게 된다. '사회물리학'은 생물 유기체에 관한 연구에 기반 하여 사회적 유기체를 연구하는 학문이므로 가장 마지막에 실증적 단계에 도달한다. 이것은 사회물리학이 모든 과학 중 가장 총체적인 학문이며 모든 과학을 통합한다는 콩트의 생각을 대변한다. 또 이러한 생각들은 과거의 사회학에 남아있던 신학적, 형이상학적 잔재를 청산하고 과학적이고 실증적인 사회학을 창시할 수 있을 것이라는 콩트의 믿음을 보여주고 있으며 이 믿음은 근대 사회학의 창시자로서 그의 위치를 확고하게 만들고 있다.

## 참고 자료
- 《사회학이론의 형성》, 조나단 터너, 레오나드 비글리, 찰스 H. 파워스